# روسیو هرناندز
روسیو هرناندز (انگلیسی: Rocío Hernández؛ زادهٔ ۱۴ آوریل ۱۹۸۵) بازیکن فوتبال اهل پورتوریکو است.
وی همچنین در تیم ملی فوتبال زنان پورتوریکو بازی کرده‌است.